# Miguel Uceda
Miguel Uceda Redondo (Madrid, Comunidad de Madrid, España, 2 de febrero de 1952) es un exfutbolista español.
Es el segundo jugador con más partidos  oficiales disputados en la historia del  Rayo Vallecano.

## Carrera
Uceda es uno de los futbolistas que en más ocasiones ha vestido la camiseta del Rayo Vallecano, club en el que desarrolló la totalidad de su carrera deportiva, con 340 partidos . Se desempeñaba como defensa y alcanzó la capitanía a finales de los años setenta, tras la retirada de los dos grandes iconos del equipo franjirrojo hasta ese momento, Potele y Felines.
Formó parte de la plantilla que consiguió el primer ascenso del Rayo a Primera División en la temporada 1976/77 y que al año siguiente se conocería como el "Matagigantes" por sus victorias en el Estadio de Vallecas frente a los conjuntos más poderosos de la liga .
Se retiró al final de la temporada 1985/86 tras jugar con la RSD Alcalá, después de que en la anterior campaña con el equipo franjirojo consiguiera el ascenso a Segunda División tras haber descendido de categoría el año anterior y jugado por primera vez en su historia en Segunda División B.

## Clubes
| Club                           | País   | Año       |
| ------------------------------ | ------ | --------- |
| Rayo Vallecano                 | España | 1973-1985 |
| Real Sociedad Deportiva Alcalá | España | 1985-1986 |